# Maniac (film, 1980)
Pour les articles homonymes, voir Maniac.
Pour plus de détails, voir Fiche technique et Distribution.
Maniac est un film américain réalisé par William Lustig et sorti en 1980. Il s'agit du premier long métrage comme réalisateur de William Lustig. Le scénario est coécrit par l'acteur Joe Spinell, qui tient également le rôle du tueur en série Frank Zito.
Le film est produit avec un budget très bas dans un style du Cinéma de guérilla. Ce film d'exploitation sera avec le temps considéré comme culte malgré les critiques négatives reçues à sa sortie. En France, le producteur et distributeur René Chateau en fera le numéro 5 de sa fameuse série de vidéos Les classiques de l'horreur et de l'épouvante, de la collection Les films que vous ne verrez jamais à la télévision.
Un remake franco-américain sort en 2012, avec Elijah Wood dans le rôle de Frank Zito.

## Synopsis
Le psychopathe Frank Zito sème la mort à New York en scalpant ses victimes pour recréer sa mère abusive, Carmen, décédée plusieurs années auparavant.

## Fiche technique
- Titre original et français : Maniac
- Réalisation : William Lustig
- Scénario : C.A. Rosenberg et Joe Spinell, d'après une idée de Joe Spinell
- Musique : Jay Chattaway
- Caméraman : Robert Lindsay
- Montage : Lorenzo Marinelli
- Effets spéciaux de maquillage : Rob Bottin et Tom Savini
- Production : William Lustig et Andrew W. Garroni (en)
  - Producteurs délégué : Judd Hamilton et Joe Spinell
- Sociétés de production : Magnum Motion Pictures Inc.
- Distribution : Analysis Film Releasing Corporation (États-Unis), René Chateau Productions (France)
- Pays de production :  États-Unis
- Langue originale : anglais
- Format : Couleurs - 1,85:1 - son Dolby - 16 mm
- Genre : horreur psychologique, slasher
- Durée : 87 minutes
- Dates de sortie[2] :
  - États-Unis : 26 décembre 1980 (New York)
  - France : 9 mars 1982
- Classification[3] :
  -  France : interdit aux moins 18 ans à sa sortie en salles
  -  Canada : 16+
  -  Australie et  Allemagne : Interdit de sortie
  -  Royaume-Uni : -18

## Distribution
- Joe Spinell : Frank Zito
- Caroline Munro : Anna D'Antoni
- Gail Lawrence : Rita
- Kelly Piper et Sharon Mitchell : les infirmières
- Rita Montone : la prostituée
- Tom Savini : le garçon à la discothèque
- Hyla Marrow : la fille à la discothèque
- James Brewster : le garçon à la plage
- Linda Lee Walter : la fille à la plage
- Abigail Clayton : Tania
- William Lustig : le gérant de l'hôtel

## Production

### Genèse et développement
Après avoir tourné les films pornographiques The Violation Of Claudia (1977) et Hot Honey (1978), William Lustig décide d'utiliser l'argent récolté pour développer un projet. L'acteur Joe Spinell — qu'il avait rencontré su le tournage de Police Puissance 7 (1973) — et Andrew Garroni investissent également dans le projet. Ils parviennent tous les trois à récolter 48 000 dollars. Au total, le film coûtera 135 000 $, en partie apportés par le producteur britannique Judd Hamilton, qui exige que sa compagne Caroline Munro tienne le rôle féminin principal.
Joe Spinell coécrit le script avec C. A. Rosenberg.

### Attribution des rôles
William Lustig offre ici un rôle “classique” à l'actrice de films pornographiques Sharon Mitchell, qu'il avait dirigée dans le film X The Violation of Claudia (1977). Abigail Clayton, autre actrice de films pornographiques, incarne par ailleurs Tania.
Le rôle d'Anna était initialement prévu pour Daria Nicolodi. Susan Tyrrell avait également été évoquée.

### Tournage
Le tournage a lieu à New York, d'octobre 1979 à janvier 1980, notamment à Manhattan, Brooklyn et Woodside. En raison du très faible budget, l'équipe tourne le plus souvent sans autorisation. William Lustig déclare en interview en 2019 : « Nous avons d’ailleurs fait croire que nous tournions un film d’étudiants. J’avais tout juste 24 ans à l’époque, et mon équipe était très jeune. Et c’est ce qui nous a permis de tourner dans plusieurs endroits sans avoir de permis, ni l’assurance adéquate. C’est grâce à cette entourloupe que nous avons pu tourner le film avec un si faible budget. » Malgré ce budget réduit, William Lustig peut cependant compter sur la présence du maquilleur Tom Savini, qui venait de se faire connaitre pour son travail sur le film Zombie de George A. Romero. Il tient également un rôle dans le film et réutilise certains accessoires de Vendredi 13 qu'il vient d'achever, dont le faux corps de Pamela Voorhees. Les plans de l'hélicoptère sont des Stock-shots empruntés à Inferno de Dario Argento, sur lequel Lustig était manager de production.

## Sortie et accueil
Le film est projeté en séance de minuit au festival de Cannes 1980 le 10 mai 1980. La première américaine à lieu à New York le 30 janvier 1981. Sa diffusion aux États-Unis est compliquée car il n'est pas présenté à la MPAA. Il est ainsi « unrated » (« non-classé ») avec la mention « for adults only ». Certaines associations et certains politiques se sont opposés au film. William Lustig explique en 2019 : « Maniac faisait le tour des grandes villes aux États-Unis et à chaque fois, il y avait des manifestations devant les salles de cinéma, donc cela devenait difficile de pouvoir montrer le film. »
Le film sera à l'époque totalement interdit en Finlande et en Australie. Il sort mais interdit aux mineurs en Allemagne, Nouvelle-Zélande, Argentine, Italie, Portugal, Chili, etc. En France, il ne sort qu'en vidéo en 1982 chez René Chateau, dans la collection Les Films que vous ne verrez jamais à la télévision. Il sera interdit au Royaume-Uni jusqu'en 2002,.

## Postérité

### Projet de suite
Un court métrage promotionnel est tourné en 1986 par Joe Spinell et le réalisateur Buddy Giovinazzo (en). Intitulée Maniac 2: Mr. Robbie, il s'inspire du film The Psychopath (en) (1973) de Larry G. Brown. La vidéo est réalisée pour trouver un financement au projet,. Le projet sera abandonné après le décès de Joe Spinell en 1989.
Le court métrage sera plus tard inclus en bonus sur l'édition du 30e anniversaire de Maniac.

### Remake
Le film a fait l'objet d'un remake franco-américain sorti en 2012 sous le titre Maniac. Réalisé par Franck Khalfoun, le film est écrit par Alexandre Aja et Grégory Levasseur. Elijah Wood reprend le rôle de Frank Zito. William Lustig est crédité comme producteur. Il tempère cependant son rôle dans une interview en 2019 : « C'est purement honorifique. Je n’ai pas vraiment travaillé sur le film, et je faisais totalement confiance à Alexandre Aja, Grégory Levasseur, au réalisateur Frank Khalfoun. J’ai juste négocié les droits avec eux et le producteur Thomas Langmann, c’est tout. »

## Distinctions
- Saturn Awards 1981 : nomination au prix du meilleur film à petit budget[14]